# Сршкич, Милан
Милан Сршкич (серб. Милан Сршкић; 3 марта 1880, Белград — 12 апреля 1937, там же) — югославский политический и государственный деятель, председатель правительства Провинции Босния и Герцеговина в Королевстве Сербов, Хорватов и Словенцев (11 июля 1921-26 августа 1922), премьер-министр Королевства Югославия (1932—1934) в период диктатуры короля Александра I Карагеоргиевича, юрист, доктор права, журналист.

## Биография

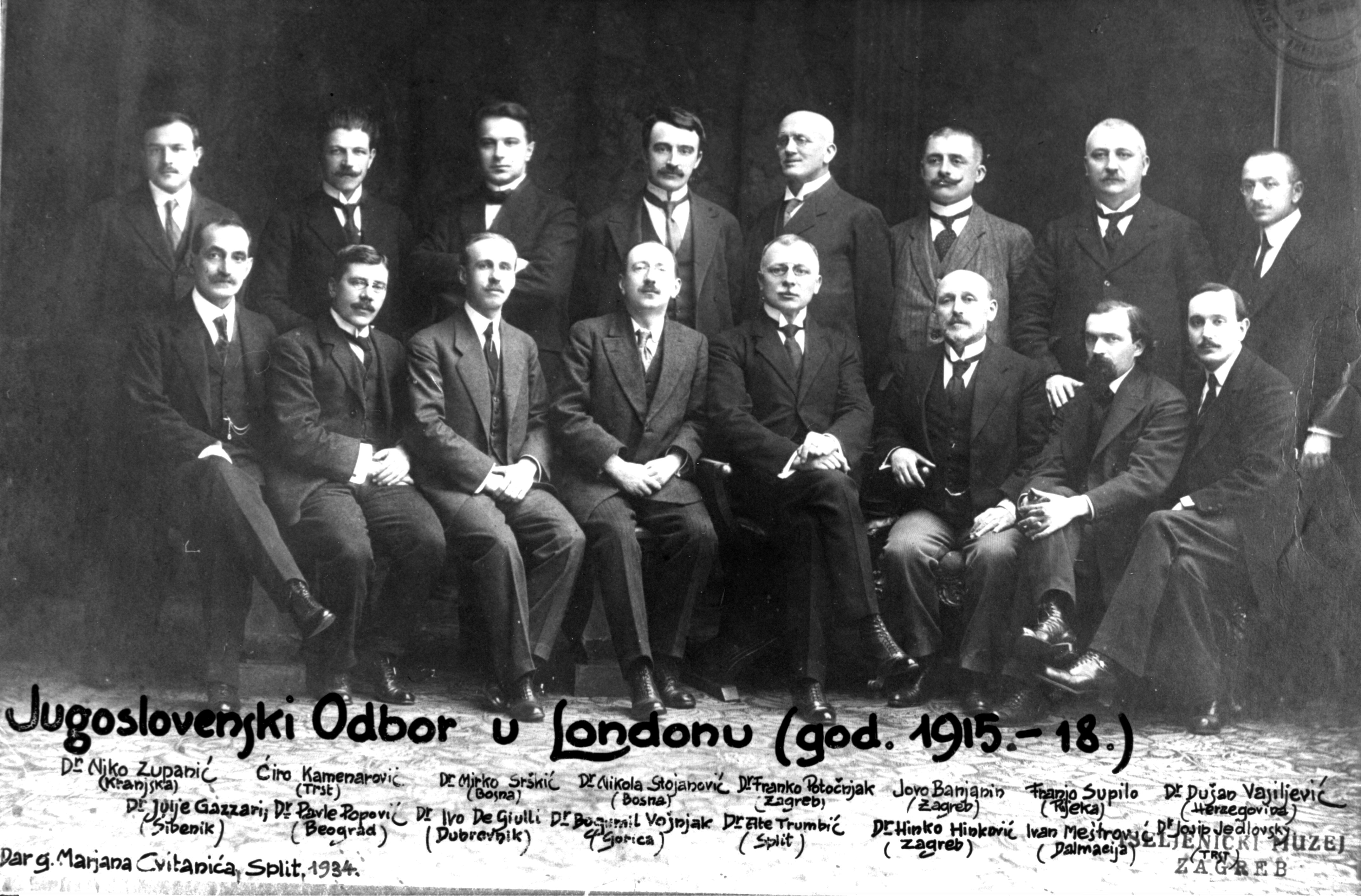
Югославянский комитет. Милан Сршкич стоит 3-й слева. Лондон. 1916

Окончил юридический факультет в университете Вены. Там же получил степень доктора права. Работал юристом в Сараево. В качестве журналиста «Srpska riječa» сотрудничал с венской «Die Zeit», в которой представлял интересы сербов в Боснии и Герцеговине.
Член Народной радикальной партии, позже — независимый политик. Как политик активно участвовал в борьбе за автономию боснийско-герцеговинской церкви и школы. В 1910 году был избран членом боснийского парламента.
Во время Первой мировой войны бежал в Россию, откуда перебрался в Сербию, чтобы организовать беженцев из Австро-Венгерской монархии с целью пропаганды югославских идей за границей. В 1918 году — член югославянского комитета в Лондоне. Был членом Временного народного представительства, председателем провинциального правительства Боснии и Герцеговины, депутатом Учредительного собрания. Избирался депутатом на парламентских выборах 1923, 1925, 1927 и 1931 годов. Участвовал в создании Югославии.
В 1923 году занял пост министра лесов и шахт в правительстве Николы Пашича, затем в нескольких правительствах занимал должности: министров юстиции и  по делам религии (1927), (1927), внутренних дел (1932), министра правительства до 13 июля 1932 года, когда сформировал свой собственный кабинет, которым руководил с 5 ноября 1932 по 27 января 1934 года. В октябре 1934 г. вошел в правительство Николы Узуновича в качестве министра без портфеля.
Один из политиков, помогавших установить шестилетнюю диктатуру короля Александра I Карагеоргиевича. Был активным монархистом, будучи членом правления югославской радикальной партии работал над ослаблением и расколом партии.